# オガデン民族解放戦線

ONLFの旗

オガデン民族解放戦線（オガデンみんぞくかいほうせんせん、英語: Ogaden National Liberation Front、ソマリ語：Jabhadda Wadaniga Xoreynta Ogaadeenya、アムハラ語：ኦጋደን፡ ብሔራዊ፡፡ነጽነት፡ግንባር）とは、エチオピア東部で活動するイスラム系武装反政府組織。ソマリ人を主体とした。英文の略称はONLF、ソマリ語の略称はJWXO。

## 概要
1984年設立。エチオピア東部のソマリ州オガデン地方の自治権拡大・分離独立を訴え、エチオピア軍との武装闘争を繰り広げる。エチオピア軍が、隣国のソマリアがらみの対テロ対策（対テロ戦争）でアメリカ軍などの強力なバックアップを受けているのに対し、民族解放戦線側の支援はイスラム系の団体などからの支援のみで軍事的には著しく劣勢である。
指導者は、ムハンマド・オマル・オスマンである。
また国連安保理は、ONLFが「アル・シャバーブ」と関係を有すると指摘しているが、ONLFは同組織との関係を否定している。
後の2018年に、エチオピア政府と停戦をし、和平合意した。

## 主な活動

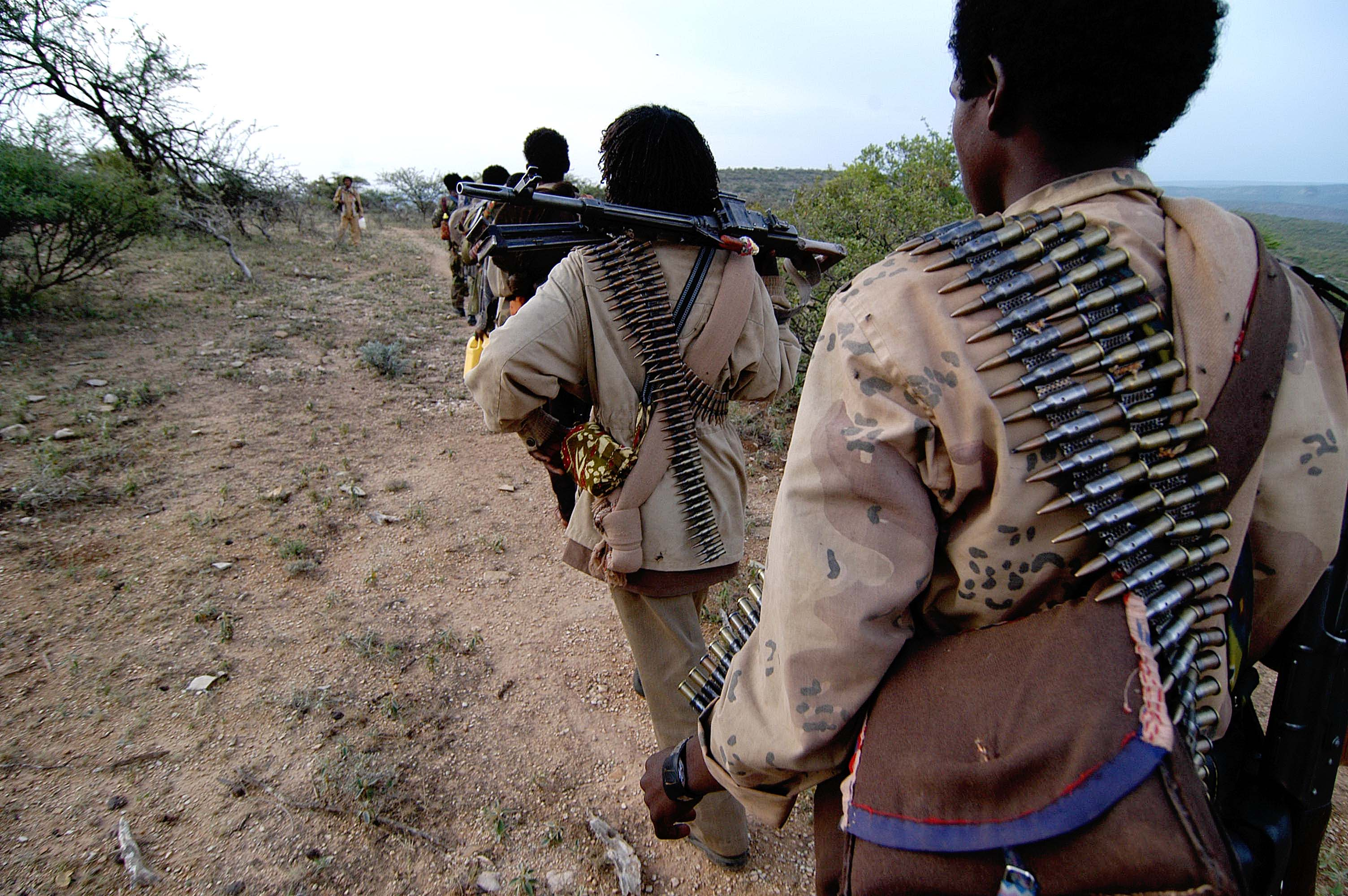
活動中のONLF（2006年）

- 1984年 - オガデン戦争の敗残兵（民兵）を中心に結成される[1]。
- 1994年 - 対エチオピア軍に対して本格的な武装闘争を開始。
- 2005年 - 南アフリカ共和国の仲介により和平交渉が行われるものの決裂。
- 2006年 - エチオピア政府はオガデン地方へ2万人程度の地上兵力、航空機を投入する大規模な作戦を開始。政府軍と全面戦争状態となる。しかし地形的に隔絶している砂漠地方での作戦は続かず、オガデン民族解放戦線を掃討するまで至らず。また戦闘行動と並行して、ONLFはエチオピア東部地域で活動する外国資本に対し撤退するよう警告を発出した後、9月には国際機関職員2人を一時拉致する行動を見せた。地域一帯で資源探査を行っている中国系石油会社従業員と誤認したものと考えられている。
- 2007年 - 4月24日早朝、中華人民共和国の石油企業（シノペック）の油田開発施設を襲撃。警備をしていたエチオピア軍と交戦状態になり、中国人9人とエチオピア人65名を殺害。さらに中国人7人を拉致した[1]。
- 2018年 - ONLF内で平和路線を望む動きが強まったことなどから、エチオピア政府が7月にテロ組織指定解除。これを受けて、ONLFが8月に停戦を宣言。これによりエチオピア政府は10月にONLFとの和平合意に署名した[1]。